# Julio Algendones Farfán
Julio Algendones Farfán (Provincia de Chincha, Perú, 1934 - 26 de julio de 2004), más conocido como Chocolate, fue un destacado percusionista, compositor e intérprete peruano de la música afroperuana y del jazz. Fue considerado el gran maestro del cajón y reconocido internacionalmente.
Se dio a conocer en la década de 1960 en la agrupación Perú Negro. En 1984 publicó Canto Eleegua, álbum influenciado por la santería tras un viaje por Centroamérica.
Fue fundador del cuarteto Perujazz, junto a Manongo Mujica, Jean Pierre Magnet y Enrique Luna. Editó a finales de 2004 en el álbum Chinchano de Andrés Prado su última colaboración; Prado siempre se consideró discípulo de Algendones.